# Shadow of the Tomb Raider
Shadow of the Tomb Raider is een action-adventurespel ontwikkeld door Eidos Montreal in samenwerking met Crystal Dynamics en ondersteuning van Nixxes. Het spel is uitgegeven door Square Enix en kwam op 14 september 2018 uit voor de PlayStation 4, Windows en de Xbox One, op 5 november 2019 uit voor Linux en macOS en op 19 november 2019 op Stadia. 
Shadow of the Tomb Raider is het elfde spel uit de Tomb Raider-serie, en is het derde deel uit de reboot-tijdlijn die in 2013 werd opgestart.

## Verhaal
Shadow of the Tomb Raider speelt zich af enkele maanden na de gebeurtenissen uit Rise of the Tomb Raider. Lara Croft reist naar Mexico en Peru om een apocalyptische gebeurtenis te voorkomen. Later blijkt dat ze die zelf opstartte en daarbij onschuldige mensen doodde. Vol schuldgevoelens, zal ze de consequenties onder ogen moeten zien en aanvaarden. Maar als ze ontdekt dat militaire organisatie Trinity in Peru opereert, zint ze op wraak. Daarbij komt ze in conflict met Dr. Dominguez, een van de leiders van deze eeuwenoude militaire organisatie.

## Ontwikkeling
Square Enix kondigde, indirect, al tijdens Gamescom 2015 aan dat een derde deel uit deze reboot al in vroege ontwikkeling was. Een jaar later werd Ian Milham, die eerder al werkte aan Dead Space en Battlefield Hardline, aangewezen als regisseur, maar nog eens 1 jaar later verliet hij Crystal Dynamics om te gaan werken bij Outpost Games.
In januari 2017, werd aangekondigd dat Rhianna Pratchett het team zal verlaten. Prachett werkte en schreef mee aan Tomb Raider en Rise of the Tomb Raider. Het is nog niet zeker of ze ook nog meeschreef aan dit deel van de trilogie/
In december 2017, werd officieel aangekondigd dat het 3de deel uit de Survivor tijdlijn in ontwikkeling was, en dat het niet lang na de officiële aankondiging, in 2018, ging uitkomen.
Op 15 maart 2018, zette Square Enix een eerste officiële teaser trailer online. De trailer bevestigt dat Shadow of the Tomb Raider op 14 september 2018 uitkomt op PlayStation 4, Windows en Xbox One. Op 27 april 2018, bracht Square Enix nog een trailer uit. Deze keer kregen we ook nog meer details over het computerspel.

## Ontvangst
| Recensiescore       | Recensiescore                        |
| Recensieverzamelaar | Score                                |
| ------------------- | ------------------------------------ |
| Metacritic          | 81/100 (pc) 78/100 (PS4) 83/100 (X1) |
| Publicist           | Score                                |
| Gamer.nl            | 8/10 (PS4)                           |
| Power Unlimited     | 82/100 (PS4)                         |
| XGN                 | 9/10 (PS4)                           |

Het spel is over het algemeen positief beoordeeld door recensenten. Het spel heeft een cijfer rond de 80 uit 100 op recensieverzamelaar Metacritic.